# Ophiocamax patersoni
Ophiocamax patersoni is een slangster uit de familie Ophiacanthidae.
De wetenschappelijke naam van de soort werd in 2008 gepubliceerd door A.V. Martynov & N.M. Litvinova.